# ديفيد بالدوين (لاعب بولينغ)
ديفيد بالدوين (بالإنجليزية: David Baldwin)‏ هو لاعب بولينغ نيوزيلندي، ولد في 11 ديسمبر 1921، وتوفي في 7 يوليو 2012.